# Ooglidcorrectie

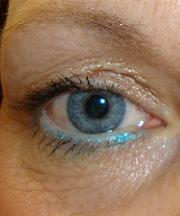
Ooglid vóór ooglidcorrectie

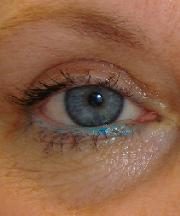
Ooglid na ooglidcorrectie

Een ooglidcorrectie is een operatieve correctie van het onderste of bovenste ooglid. De bovenste oogleden kunnen in de loop van de tijd gaan hangen en klachten veroorzaken zoals vermoeidheid, druk op de ogen of als het zelfs heel erg is gezichtsveldverlies. Deze klachten kunnen in principe in alle leeftijdscategorieën ontstaan en zijn niet enkel voorbehouden aan ouderen.

## Uitstraling
Een ooglidcorrectie wordt niet altijd toegepast om medische redenen. Vaak is er sprake van esthetische of cosmetische argumenten voor een ingreep. De perceptie dat een ooglidcorrectie zorgt voor een betere uitstraling speelt daarbij een belangrijke rol. De wens om er jonger uit te zien ligt vaak ten grondslag aan een bovenooglidcorrectie (de zogenaamde ooglift).

## Behandeling
De operatie duurt in het algemeen circa 45 minuten, gebeurt onder plaatselijke verdoving en is hiermee volledig pijnloos. De behandeling wordt bij specialisten voorafgegaan aan een gedegen intakegesprek, waarbij de arts bekijkt of de ooglidcorrectie noodzakelijk is. Daarna volgt een nieuwe afspraak voor de daadwerkelijke behandeling. Deze bestaat uit:
- Het aftekenen van de overtollige huid met behulp van een viltstift.
- Het geven van injecties onder de huid voor lokale verdoving.
- Desinfectie van de huid.
- Teveel aan huid, spier en vetweefsel wordt verwijderd.
- Het hechten van de huidranden met niet-oplosbare hechtingen.

De snedes worden op een dusdanige manier gemaakt dat littekens niet of nauwelijks zichtbaar worden. Ook de manier van hechten door middel van niet-oplosbare hechtingen draagt hiertoe bij.
Ooglidcorrecties zijn relatief korte en veilige operaties en gebeuren in ziekenhuizen en klinieken. Medisch specialisten die hiervoor speciaal zijn opgeleid zijn oogartsen en plastisch chirurgen.

## Na de ooglidcorrectie
Na de behandeling kunnen patiënten direct weer naar huis. Zonder verband over de ogen. Na 5 tot 7 dagen zal de patiënt terug moeten komen om de hechtingen te verwijderen.
De oogleden kunnen de eerste paar dagen blauw en gezwollen zijn. In sommige gevallen kunnen de oogleden een tijdelijke zwelling met blauwe verkleuring laten zien. Deze zwellingen en blauwe plekken trekken na verloop van tijd geleidelijk weg. De ogen kunnen de eerste week lichtgevoelig zijn en branderig aanvoelen. Vandaar dat een zonnebril in de eerste dagen na de behandeling vaak wordt aangeraden. Tevens kunnen de ogen gekoeld worden middels koude kompressen.
Lichamelijke inspanningen zoals bijvoorbeeld bukken of tillen, zullen de eerste paar dagen vermeden moeten worden. Na twee dagen kan men weer licht huishoudelijk of administratief werk verrichten.

## Bijwerkingen en complicaties
Bij een ooglidcorrectie treden zelden complicaties of bijwerkingen op. Toch kan het zijn dat er problemen optreden.
- Opgezwollen ooglid en ongevoelige ooglidrand: Door de operatie van het bovenooglid wordt een weefselreactie veroorzaakt en tevens een verstoring van de lymfeafvoer. Hierdoor wordt een deel van de lidrand dikker. Deze zwelling neemt geleidelijk af maar kan wel enkele weken voortduren. Bij het verwijderen van de huid worden ook de zenuwen doorgesneden en kan het ooglid soms enkele weken gevoelloos zijn. Ook dit herstelt geleidelijk.
- Oogontsteking: Omdat de lymfeafvoer is verstoord is de kans op een oogontsteking de eerste weken na de behandeling vergroot. Wanneer dit optreedt, is het verstandig opnieuw contact op te nemen met de desbetreffende kliniek of oogchirurg. Deze kan dan beslissen u oogdruppels voor te schrijven.
- Littekens: Bij elke patiënt ontstaat een litteken. Deze zijn het gevolg van operatietechnieken en een reactie van de huid daarop. Afhankelijk van het feit of wonden mooi genezen bij de patiënt, is er meer kans op minder littekenvorming dan bij patiënten waar littekens altijd goed zichtbaar blijven. Bij rokers verslechtert het genezingsproces. Het litteken zal overigens niet of nauwelijks zichtbaar zijn aangezien een gespecialiseerd chirurg de snede zo veel mogelijk in de huidplooi plaatst. Het litteken is op die manier niet of nauwelijks zichtbaar bij rechtuit kijken.
- Asymmetrie van de beide huidplooien in de bovenoogleden: Er kan verschil van hoogte bestaan tussen de huidplooi links en rechts. Een geringe asymmetrie is trouwens heel normaal. Zowel voor als na de ooglidcorrectie. Wanneer er na enkele maanden nog steeds duidelijk een storende asymmetrie van de huidplooi zichtbaar is, kan dat worden verholpen door opnieuw een reepje huid te verwijderen.
- Zandgevoel en irritatie van het oog door uitdroging: Een zeer weinig voorkomende complicatie. De ooglidrand kan na verwijdering van huid en spier iets te hoog staan, waardoor het ooglid niet voldoende sluit. Tijdens de eerste week is dit normaal vanwege de zwellingen van de oogleden. Hierna neemt dit steeds verder af. Door het litteken kan de sluitfunctie verminderd zijn, waardoor het oog iets sneller uitdroogt.
- Indien patiënten al een traanfilm van matige kwaliteit of een lage traanproductie hebben, kan een geringe uitdroging van het hoornvlies optreden. Dit voelt aan alsof er zand in het oog zit. Hiervoor kunnen oogdruppels (kunsttranen) gebruikt worden. Mocht er voor de operatie sprake zijn van zeer droge ogen, dan moet men zeer voorzichtig zijn. Behandeling is meestal wel mogelijk maar in deze gevallen dient de techniek van de behandeling te worden aangepast.
- Cystes: Op de plek waar de hechtnaald door de huid is gestoken, kunnen soms kleine gele bobbeltjes (inclusiecystes) ontstaan. In de meeste gevallen verdwijnen deze na verloop van tijd spontaan.
- Bloedingen: Hoewel de kans op een (na)bloeding klein is, is deze nooit volledig uit te sluiten. Mocht het toch gebeuren is contact opnemen met de specialist ten strengste aan te raden. Vaak stopt de bloeding vanzelf en veroorzaakt het alleen een verkleuring van de huid. Deze verkleuring verdwijnt binnen enkele weken weer vanzelf. In zeldzame gevallen kan de bloeding zich uitbreiden tot achter het oog. Daardoor kan er druk op de oogzenuw ontstaan. Dit kan uiteindelijk leiden tot vermindering van het gezichtsvermogen. Ook in dit geval geldt dat contact opnemen met de specialist van belang is om hier een oplossing voor te vinden.
- Kleurverschillen tussen de huid boven en onder het litteken: De kleur van de huid in het bovenooglid verloopt in het algemeen van boven naar onder van licht naar donker. Deze overgang kan duidelijker zichtbaar worden omdat er huid is weggenomen. De bloedvaten zijn na de operatie verwijd; hierdoor is het bovenooglid de eerste tijd na de operatie roder, vooral bij mensen met een dunne huid en een lichte huidskleur.

## Onderooglidcorrectie
Een onderooglidcorrectie wordt verricht als de huid onder de ogen is gaan hangen of als er te veel vet aanwezig is. In dit geval wordt ook wel gesproken van een "wallencorrectie".

## Redenen ooglidcorrectie
De ooglidcorrectie is tegenwoordig de meest uitgevoerde cosmetische operatie. Werd deze vroeger voornamelijk uitgevoerd vanwege klachten, tegenwoordig is een verbetering van het uiterlijk de belangrijkste reden om deze ingreep uit te laten voeren.